# Grande Prêmio da Austrália de 2020
O Grande Prêmio da Austrália de 2020 (formalmente denominado 2020 Formula 1 Rolex Australian Grand Prix) seria a primeira etapa da temporada de 2020 da Fórmula 1 a ser disputada em 15 de março de 2020 no Circuito de Albert Park em Melbourne, Austrália, porém foi cancelada por causa da pandemia de COVID-19.

## Relatório

### Antecedentes
Desistência da McLaren
A equipe McLaren anunciou na noite desta quinta-feira na Austrália que não vai participar da primeira etapa do Mundial de Fórmula 1, em Melbourne, depois que um de seus funcionários testou positivo para coronavírus. Por enquanto, a corrida deste domingo está confirmada, mas outros quatro integrantes da equipe Haas ficaram isolados com suspeita de terem contraído a doença, mas os testes deram negativo.
Em Nota Oficial da McLaren: "A equipe se preparou para essa eventualidade e possui suporte contínuo para o funcionário, que agora entrará em um período de quarentena. A equipe está cooperando com as autoridades locais relevantes para auxiliar suas investigações e análises. Zak Brown, CEO da McLaren Racing e Andreas Seidl, diretor da equipe da McLaren F1, informaram a F1 e a FIA da decisão esta noite. A decisão foi tomada com base no dever de cuidar não apenas da McLaren F1, funcionários e parceiros, mas também dos concorrentes das equipes, fãs da F1 e partes interessadas mais amplas da F1. "
Cancelamento
O Grande Prêmio da Austrália de Fórmula 1 está cancelado. A definição de suspender a primeira corrida da temporada devido à pandemia de coronavírus foi oficializada na noite desta quinta-feira (manhã de sexta em Melbourne) em conjunto com dirigentes de nove equipes (sem a McLaren), a organização da prova, a direção da categoria e oficiais da Federação Internacional de Automobilismo (FIA).
A decisão foi tomada após muita indefinição, a pouco menos de duas horas antes do horário planejado para o primeiro dia de treinos livres, que começariam. Ainda não há informações sobre uma possível nova data para a prova ao longo do ano. De acordo com a FIA, os torcedores que compraram ingressos serão reembolsados.
Pesou muito para o cancelamento o fato de um integrante da McLaren ter testado positivo para o coronavírus - outros 12 funcionários do time, que tiveram contato nos últimos dias com o colega contaminado, estavam isolados, mas não apresentaram sintomas. A McLaren anunciou desistência horas antes da confirmação do cancelamento pela Fórmula 1.
Até a noite de quinta-feira (na Austrália), a posição era a de aguardar as orientações das autoridades do país, o que mantinha a realização do evento. Apesar de reunião realizada no início da madrugada de sexta entre todas as partes envolvidas, não houve uma definição divulgada publicamente e as atividades iniciaram normalmente pela manhã (início da noite de quinta no Brasil).
Os carros de dois lugares, que costumam circular no trajeto para exibições, entraram na pista. Porém, de acordo com a rede de televisão britânica "BBC", Sebastian Vettel (Ferrari) e Kimi Raikkonen (Alfa Romeo) deixaram o país antes mesmo da confirmação oficial do cancelamento. Por outro lado, os organizadores do evento continuaram com o planejamento normal.
Conforme o início dos treinos livres se aproximava, os torcedores foram chegando ao circuito de Albert Park; no entanto, a entrada dos fãs não foi permitida. Foi só por volta das 19h (horário de Brasília) que Daniel Andrews, primeiro-ministro do estado de Victoria, onde está localizada a pista, confirmou que a entrada de torcedores não seria permitida caso a corrida prosseguisse. Quase uma hora depois desse comunicado, as partes finalmente decidiram por suspender a prova.
Além do funcionário da McLaren diagnosticado com coronavírus, outras sete pessoas ligadas à Fórmula 1, incluindo quatro funcionários da equipe Haas, também passaram por testes nesta semana, mas todos os resultados deram negativo.
Antes da confirmação do cancelamento, vários pilotos demonstram insatisfação com a realização da prova. O hexacampeão mundial Lewis Hamilton, por exemplo, classificou como "chocante" que a corrida seguisse em meio à pandemia.
- Estou muito, muito surpreso por estarmos aqui. Acho ótimo termos corridas, mas para mim é chocante estarmos todos sentados nesta sala - disse Lewis, em coletiva de imprensa realizada já em Melbourne.
Piloto da Ferrari, o tetracampeão mundial Sebastian Vettel também deu a entender que os próprios pilotos poderiam pedir o cancelamento da prova caso a escalada do vírus prossiga. Kimi Raikkonen, da Alfa Romeo, disse que realizar a corrida provavelmente não era a opção correta.
Até agora, outros impactos do coronavírus na Fórmula 1 foram o adiamento do GP da China, marcado para abril, e a confirmação da realização do GP do Barein, daqui a uma semana, com portões fechados para o público. O GP do Vietnã é outro que corre risco de não ser realizado.
Comunicado Oficial da FIA
Após a confirmação de que um membro da McLaren Racing Team testou positivo para o Covid-19 e a decisão da equipe de desistir do Grande Prêmio da Austrália, a FIA e a Fórmula 1 fizeram uma reunião com os outros nove chefes na noite de quinta-feira. Essas discussões terminaram com a visão da maioria das equipes de que a corrida não deveria seguir. A FIA e a Fórmula 1, com o total apoio da Australian Grand Prix Corporation (AGPC), tomaram a decisão de que toda a atividade da Fórmula 1 para o Grande Prêmio da Austrália está cancelada.
Sabemos que estas são notícias muito desapontantes para os milhares de fãs que vão à corrida, e todos aqueles que têm ingressos vão ser reembolsados. Em seu tempo, um novo anúncio será comunicado.
Todas as partes levaram em consideração os grandes esforços da AGPC, Motorsport Australia, funcionários e voluntários para sediar a etapa de abertura da Fórmula 1 em 2020, em Melbourne. No entanto, concluíram que a segurança de todos os membros da família Fórmula 1 e da comunidade em geral, assim como a justiça da competição, são as prioridades.